# Paralacydes paucipuncta
Paralacydes paucipuncta là một loài bướm đêm thuộc phân họ Arctiinae, họ Erebidae.